# Tribus circiter
Tribus circiter (en castellano, Hace unos [tres años]) es una encíclica del 6 de 1906 del papa Pío X, dirigida al arzobispo de Varsovia y a los obispos de Płock y Lublin, sobre los mariavitas o sacerdotes místicos de Polonia, una asociación de sacerdotes seculares fundada por Feliksa Kozłowska sin aprobación de la jerarquía y suprimida por un Decreto de la Santa Sede, que el papa confirma en esta encíclica, al tiempo que pide a los obispos de esas diócesis que acojan  benévolamente a los sacerdotes arrepentidos de este movimiento.

## Los Mariavitas o Sacerdotes místicos
El movimiento de los Mariavitas tuvo su origen en las pretendidas visiones místicas de una religiosa polaca, Maria Franciszka Kozlowska (1862-1921), afirmó experimentar a partir de 1893; según explicó, en la primera visión recibió el encargo de formar una nueva orden clerical con el principal objetivo de propagar la adoración al Santísimo Sacramento y la devoción a Madre de Dios, Auxilio de los Cristianos, este era el modo de acogerse a la Misericordia divina para superar el estado de universal corrupción del mundo, la laxitud del clero y los pecados cometidos por los sacerdotes" : 27 . Solo así se impediría el rechazo de la misericordia, que daría lugar a que la renovación de la tierra y de la Iglesia se produjese por el castigo divino
Siguiendo estas ideas se formó un grupo de sacerdotes, que fueron conocidos como mariavitas, pues buscaban la imitación de la vida la Virgen María, entre ellos destacaba Jan Maria Michal Kowalski, en quien Kozlowska confió la organización de este grupo.   
```
 
```

El 13 de agosto de 1903, Kozlowska junto con diecisiete sacerdotes de su movimiento, acudió personalmente al papa Pío X, recientemente elegido, pidiendo el reconocimiento oficial de su orden. Al ir directamente a Roma ella deliberadamente obviaba a la jerarquía polaca, convencida de que en su degradación moral estaba la raíz del problema que ella trataba de resolver.
Porter, Brian (2011), p. 27

La encíclica informa expresamente de las vicisitudes de esa solicitud  de y las posteriores peticiones al papa por parte de los Mariavitas. Tras la publicación de la encíclica ,estos sacerdotes mantuvieron su actitud, llegando a la separándose de la Iglesia Romana y constituyendo, junto con los fieles que les siguieron, la denominada Iglesia Católica de los Mariavitas.

## Contenido de la encíclica
La encíclica comienza exponiendo el estado de la cuestión:  

Tribus circiter abhinc annis huic Apostolicae Sedi rite delatum est nonnullos dioecesium vestrarum, praesertim e iuniori clero, sacerdotes, consociationem quamdam pseudomonasticam, sub nomine Mariavitarum seu sacerdotum mysticorum absque ulla legitimorum Praesulum licentia, instituisse, cuius sodales sensim a recta via debitaque Episcopis subiectione « quos Spiritus Sanctus posuit regere Ecclesiam Dei » deflectere et in suas evanescere cogitationes visi sunt.
Hace unos tres años, esta Sede Apostólica fue debidamente informada de que algunos sacerdotes, especialmente entre el clero menor de sus diócesis, habían fundado, sin permiso de sus Superiores legales, una especie de sociedad pseudo-monástica, conocida como los Mariavitas o Sacerdotes Místicos, los miembros de los cuales, poco a poco, se apartaron del camino correcto y de la obediencia que deben a los Obispos "a quienes el Espíritu Santo ha colocado para gobernar la Iglesia de Dios", y se volvieron vanos en sus pensamientos.
Tribus ciriter, p1

Continua el papa explicando que estos sacerdotes, confiando en un supuesto mandato de Dios, recibido por una mujer a quien proclaman como la más santa y dada providencialmente para la salvación del mundo, comenzaron a propagar entre la gente frecuentes ejercicios de piedad, "altamente encomiables cuando se llevan a cabo correctamente; pero al mismo tiempo acusaron con graves cargos a cualquier obispo o sacerdote que expresase alguna duda sobre la santidad y elección divina de esa mujer.
En esta situación, el papa recuerda que, con fecha 4 de septiembre de 1904, emitió un Decreto por el que se suprimía esa sociedad y se les ordenaba romper absolutamente todas sus relaciones con esa mujer. Bien, pues a pesar de que firmaron un documento expresando su sujeción a sus obispos, de hecho no llegaron a romper totalmente su relación con la religiosa, incluso formularon una declaración en que rechazaban la comunión con los obispos, e incitaron a los fieles que les seguían para que abandonasen a sus legítimos pastores.  
Pero, aún más, tal como expone el papa, unas semanas antes de la fecha de la encíclica, dos de estos sacerdotes -Romanus Prochniewsky y Joannes Kowalski, este último como superior de los Mariavitas- presentaron una petición, que decían haber escrito por orden expresa de Nuestro Señor, para que el Pastor Supremo de la Iglesia, o en su nombre  la Congregación del Santo Oficio, emitiese un documento en los siguientes términos:  

Que María Francesca (la mujer mencionada anteriormente) ha sido santificada por Dios, que ella es la madre de la misericordia para todos los hombres llamados y elegidos para salvación por Dios en estos días; y que todos los sacerdotes mariavitas están ordenados por Dios para promover en todo el mundo la devoción al Santísimo Sacramento y a la Santísima Virgen María del Perpetuo Socorro, libre de toda restricción de la ley o costumbre eclesiástica o humana, y de todo poder eclesiástico y humano que sea.
Tribus circiter, §5.

El papa comenta que, ante esa actitud, pensó que no estaban movidos por la orgullo, sino por la ignorancia y el engaño; esto llevó a recibir a esos dos sacerdotes, exhortándoles a abandonar esos engaños y a someterse a la autoridad de sus obispos, moviendo a los fieles que le han seguido a volver a sus legítimos pastores. Por lo demás, debían dejar a la Santa Sede y las autoridades competentes la tarea de confirmar las costumbres piadosas que mejor se adapten a la vida cristiana de las parroquias; y amonestar a aquellos sacerdotes que hablasen despectivamente de las prácticas de piedad aprobadas por la Iglesia. Ante el papa mostraron su arrepentimiento y después presentaron una declaración escrita con las siguientes palabras. 

Nosotros (estas son sus palabras), siempre listos para cumplir la voluntad de Dios, que Su Vicario nos ha dejado tan claro, revocamos nuestra carta, que enviamos el 1 de febrero del presente año al Arzobispo de Varsovia, y en la que declarábamos que nos separábamos de Él. Además, sinceramente y con la mayor alegría, profesamos que deseamos estar siempre unidos con nuestros Obispos, y especialmente con el Arzobispo de Varsovia, hasta donde Su Santidad nos ordene. Además, como ahora estamos actuando en nombre de todos los mariavitas, hacemos de esta profesión de entera obediencia y sujeción en el nombre no solo de todos los mariavitas, sino de todos los adoradores del Santísimo Sacramento.
Tribus circiter, §7

Al regreso a Polonia, los hechos desmintieron esta actitud, volvieron a atender a supuestas revelaciones, y rechazaron la obediencia a sus obispos. El papa recuerda, utilizando palabras de León XIII en la carta Et sane molestum de 17 de diciembre de 1888, la dignidad de los obispos a quien les incumbe el derecho -por voluntad de Dios- de enseñar y regir a los fieles, de modo que quien se resiste a su autoridad se aparta de la Iglesia, por otra parte, continuaba la carta de León XIII:

juzgar o reprender los actos de los obispos no pertenece en absoluto a individuos privados, eso solo compete a aquellos más altos que ellos en autoridad y especialmente del Soberano Pontífice, porque a él Cristo le confió el cargo de alimentar no solo a sus corderos, sino también a sus ovejas en todo el mundo
Trbus circiter, §9

En esta situación, para evitar que los fieles, y los sacerdotes mariavitas que permanezcan en este engaño, no puedan ya ser movidos por los delirios de esa mujer y del sacerdote Johannes Koewaloski, el papa confirma el decreto que suprimió y condenó la sociedad de los mariavitas, ilegal e inválidamente fundada, prohibiendo a los sacerdotes tener cualquier contacto, con cualquier pretextos con esa mujer, a excepción de aquel sacerdote que el obispo de Plotsk, le encomiende ser su confesor.
La encíclica concluye exhortando a los obispos de las diócesis a las que pertenecen estos sacerdotes para que acojan con toda caridad a los sacerdotes que se arrepientan sinceramente de su proceder; conduzcan al recto camino a los fieles que han sido llevados por este engaño, y fomenten en sus diócesis las práctica de piedad aprobadas por la Iglesia.